# Martinelli (futebolista)
Matheus Martinelli Lima, mais conhecido como Martinelli (Presidente Prudente, 5 de outubro de 2001), é um futebolista ítalo-brasileiro que atua como volante. Atualmente, joga pelo Fluminense.

## Carreira

### Início
Nascido em Presidente Prudente, São Paulo, Martinelli começou a jogar futebol no Marília, tendo passagens pelas bases do Osvaldo Cruz e o Prudente até ir para o Fluminense em 2017.

### Fluminense
Martinelli fez sua estreia profissional pelo Fluminense em 1 de dezembro de 2020, no empate em 0 a 0 na contra o Red Bull Bragantino pelo Campeonato Brasileiro de 2020. Posteriormente, ele se tornou titular do time, marcando 3 gols em 11 jogos, no decorrer do campeonato.
Na partida entre Argentinos Juniors e Fluminense, na Copa Libertadores de 2023, realizou seu 150º jogo pela equipe profissional, além de tornar-se o jogador revelado pelo Fluminense, com mais partidas na história do Libertadores, com apenas 21 anos, com 18 partidas entre as edições de 2021, 2022 e 2023, ultrapassando Wellington Nem e Leandro Euzébio.
Martinelli terminou a temporada 2024 como titular com o técnico Mano Menezes, fez 57 jogos e marcou dois gols.
Em 2025, seguiu como titular na posição de primeiro volante, jogando ao lado do recém-contratado Hércules. Após um início ruim, junto ao coletivo do time, marcou seu primeiro gol na temporada no dia 6 de abril, na vitória contra o Bragantino por 2 a 1. Apesar das vaias ao longo da partida, Martinelli marcou o gol que deu a vitória ao tricolor. O jogo também marcou a estreia do técnico Renato Gaúcho.
Em 17 de junho de 2025, teve grande atuação na estreia do Fluminense na Copa do Mundo de Clubes da FIFA, no empate em 0 a 0 contra o Borussia Dortmund. O volante foi um dos principais responsáveis pela grande partida da equipe tricolor, que foi superior ao clube alemão durante os 90 minutos. Nas quartas de final, contra o Al Hilal, Martinelli fez o primeiro gol da vitória por 2 a 1 sobre a equipe saudita.

## Estatísticas
Atualizadas até 16 de agosto de 2025.

### Clubes
| Equipe            | Temporada         | Campeonato nacional | Campeonato nacional | Campeonato nacional | Copa nacional[a] | Copa nacional[a] | Copa nacional[a] | Competições continentais[b] | Competições continentais[b] | Competições continentais[b] | Outros torneios[c] | Outros torneios[c] | Outros torneios[c] | Total | Total | Total   |
| Equipe            | Temporada         | Jogos               | Gols                | Assist.             | Jogos            | Gols             | Assist.          | Jogos                       | Gols                        | Assist.                     | Jogos              | Gols               | Assist.            | Jogos | Gols  | Assist. |
| ----------------- | ----------------- | ------------------- | ------------------- | ------------------- | ---------------- | ---------------- | ---------------- | --------------------------- | --------------------------- | --------------------------- | ------------------ | ------------------ | ------------------ | ----- | ----- | ------- |
| Fluminense        | 2020              | 13                  | 3                   | 0                   | 0                | 0                | 0                | —                           | —                           | —                           | 0                  | 0                  | 0                  | 13    | 3     | 0       |
| Fluminense        | 2021              | 31                  | 0                   | 0                   | 5                | 0                | 0                | 9                           | 0                           | 0                           | 10                 | 0                  | 3                  | 55    | 0     | 3       |
| Fluminense        | 2022              | 28                  | 1                   | 3                   | 7                | 0                | 1                | 6                           | 0                           | 2                           | 14                 | 1                  | 0                  | 55    | 2     | 6       |
| Fluminense        | 2023              | 28                  | 2                   | 2                   | 1                | 0                | 0                | 8                           | 0                           | 1                           | 14                 | 1                  | 1                  | 51    | 3     | 4       |
| Fluminense        | 2024              | 34                  | 2                   | 1                   | 4                | 0                | 0                | 12                          | 0                           | 0                           | 7                  | 0                  | 0                  | 57    | 2     | 1       |
| Fluminense        | 2025              | 18                  | 1                   | 1                   | 5                | 0                | 0                | 5                           | 2                           | 0                           | 14                 | 1                  | 1                  | 42    | 4     | 2       |
| Fluminense        | Total             | 152                 | 9                   | 7                   | 22               | 0                | 1                | 39                          | 1                           | 3                           | 59                 | 3                  | 5                  | 273   | 14    | 16      |
| Total na carreira | Total na carreira | 152                 | 9                   | 7                   | 22               | 0                | 1                | 39                          | 1                           | 3                           | 59                 | 3                  | 5                  | 273   | 14    | 16      |

- a. ^ Jogos da Copa do Brasil
- b. ^ Jogos da Copa Libertadores e Copa Sul-Americana
- c. ^ Jogos do Campeonato Carioca e da Taça Gérson e Didi

## Títulos
Fluminense
- Taça Guanabara: 2022 e 2023
- Campeonato Carioca: 2022, 2023
- Copa Libertadores da América: 2023
- Recopa Sul-Americana: 2024